# گمینا یاشنگ
گمینا یاشنگ (به لهستانی:  Gmina Jasień) یک گمینا در لهستان است که در شهرستان ژاری واقع شده‌است.
 گمینا یاشنگ ۱۲۷٫۰۲ کیلومتر مربع مساحت و ۷٬۳۰۵ نفر جمعیت دارد.